# Natação nos Jogos Paralímpicos
A natação é disputada nos Jogos Paraolímpicos desde 1960, em Roma. O programa atual da modalidade é composto por provas para atletas com todos os tipos de deficiência. Não é permitido o uso de próteses ou de qualquer equipamento que auxilie o nadador, exceto os tappers, usados para bater levemente às costas dos deficientes visuais para avisá-los de que a borda da piscina está próxima. Cada prova é dividida em diversas classes, segundo o grau de comprometimento dos atletas.

## Programa atual
- 50 metros (livre, peito, costas e borboleta)
- 100 metros (nados livre, peito, costas e borboleta)
- 150 metros (medley — três estilos)
- 200 metros (livre e medley — quatro)
- 400 metros (livre)
- Revezamento 4×50 metros (livre e medley)
- Revezamento 4×100 metros (livre e medley)

## Classificação
Os atletas são classificados com o tipo e o grau de suas deficiências, sendo que quanto maior o número da categoria, menor o grau de comprometimento do atleta. Cada categoria recebe um prefixo que identifica o tipo de nado: SB para o nado peito (B de Breaststoke, em português peito), SM para provas medley (de três ou quatro estilos) e S para os outros tipos de nado. As categorias de números 1 a 10 são reservadas a atletas paraplégicos, amputados e com outras dificuldades de locomoção. Nas categorias 11 a 13 estão os atletas com deficiência visual. A categoria 14, que retornou ao programa paraolímpico em Londres 2012, é usada para atletas com deficiência intelectual.

## Quadro de medalhas
| Ordem | País                                         | Medalha de ouro | Medalha de prata | Medalha de bronze | Total |
| ----- | -------------------------------------------- | --------------- | ---------------- | ----------------- | ----- |
| 1     | USA Estados Unidos                           | 284             | 214              | 224               | 722   |
| 2     | GBR Grã-Bretanha                             | 230             | 257              | 232               | 719   |
| 3     | NED Países Baixos                            | 186             | 133              | 116               | 435   |
| 4     | CAN Canadá                                   | 166             | 126              | 125               | 417   |
| 5     | AUS Austrália                                | 143             | 172              | 172               | 487   |
| 6     | CHN China                                    | 139             | 123              | 105               | 367   |
| 7     | FRA França                                   | 120             | 107              | 108               | 335   |
| 8     | POL Polônia                                  | 117             | 115              | 86                | 318   |
| 9     | SWE Suécia                                   | 111             | 125              | 84                | 320   |
| 10    | ESP Espanha                                  | 110             | 125              | 119               | 354   |
| 11    | UKR Ucrânia                                  | 83              | 80               | 80                | 243   |
| 12    | FRG Alemanha Ocidental                       | 76              | 67               | 58                | 201   |
| 13    | NOR Noruega                                  | 72              | 51               | 40                | 163   |
| 14    | GER Alemanha                                 | 61              | 73               | 61                | 195   |
| 15    | ISR Israel                                   | 61              | 58               | 50                | 169   |
| 16    | ITA Itália                                   | 49              | 65               | 58                | 172   |
| 17    | JPN Japão                                    | 41              | 30               | 41                | 112   |
| 18    | DEN Dinamarca                                | 37              | 37               | 65                | 139   |
| 19    | RSA África do Sul                            | 34              | 25               | 27                | 86    |
| 20    | RUS Rússia                                   | 33              | 26               | 33                | 92    |
| 21    | NZL Nova Zelândia                            | 32              | 21               | 15                | 68    |
| 22    | BRA Brasil                                   | 31              | 35               | 42                | 108   |
| 23    | MEX México                                   | 28              | 17               | 28                | 73    |
| 24    | BLR Bielorrússia                             | 26              | 12               | 6                 | 44    |
| 25    | HUN Hungria                                  | 25              | 27               | 33                | 85    |
| 26    | ISL Islândia                                 | 24              | 13               | 24                | 61    |
| 27    | AUT Áustria                                  | 19              | 13               | 17                | 49    |
| 28    | RPC Comitê Paralímpico Russo                 | 17              | 14               | 18                | 49    |
| 29    | ARG Argentina                                | 14              | 26               | 24                | 64    |
| 30    | CZE Chéquia                                  | 13              | 6                | 16                | 35    |
| 31    | RHO Rodésia                                  | 12              | 13               | 11                | 36    |
| 32    | IRL Irlanda                                  | 11              | 10               | 9                 | 30    |
| 33    | GRE Grécia                                   | 10              | 17               | 14                | 41    |
| 34    | FIN Finlândia                                | 7               | 17               | 24                | 48    |
| 35    | EUN Equipa Unificada                         | 7               | 3                | 7                 | 17    |
| 36    | KOR Coreia do Sul                            | 7               | 2                | 5                 | 14    |
| 37    | BEL Bélgica                                  | 6               | 16               | 15                | 37    |
| 38    | AZE Azerbaijão                               | 5               | 7                |                   | 12    |
| 39    | JAM Jamaica                                  | 5               | 6                | 3                 | 14    |
| 40    | SIN Singapura                                | 5               | 1                | 1                 | 7     |
| 41    | COL Colômbia                                 | 4               | 9                | 8                 | 21    |
| 42    | YUG Iugoslávia                               | 3               | 5                | 9                 | 17    |
| 43    | CYP Chipre                                   | 3               | 1                | 2                 | 6     |
| 44    | ROU Romênia                                  | 3               | 1                |                   | 4     |
| 45    | SUI Suíça                                    | 2               | 9                | 8                 | 19    |
| 46    | EST Estônia                                  | 2               | 5                | 2                 | 9     |
| 47    | UZB Uzbequistão                              | 2               | 4                | 8                 | 14    |
| 48    | SVK Eslováquia                               | 2               | 2                | 1                 | 5     |
| 49    | PER Peru                                     | 2               | 1                | 3                 | 6     |
| 50    | FRO Ilhas Faroé                              | 1               | 7                | 5                 | 13    |
| 51    | EGY Egito                                    | 1               | 3                | 6                 | 10    |
| 52    | THA Tailândia                                | 1               | 3                | 4                 | 8     |
| 53    | CUB Cuba                                     | 1               | 2                | 2                 | 5     |
| 54    | CHI Chile                                    | 1               | 2                |                   | 3     |
|       | LUX Luxemburgo                               | 1               | 2                |                   | 3     |
| 56    | IPP Participantes Paralímpicos Independentes | 1               | 1                |                   | 2     |
| 57    | HKG Hong Kong                                | 1               |                  | 3                 | 4     |
| 58    | KAZ Cazaquistão                              | 1               |                  | 1                 | 2     |
| 59    | IND Índia                                    | 1               |                  |                   | 1     |
|       | KEN Quênia                                   | 1               |                  |                   | 1     |
| 61    | URS União Soviética                          |                 | 11               | 9                 | 20    |
| 62    | POR Portugal                                 |                 | 3                | 6                 | 9     |
| 63    | ZIM Zimbabwe                                 |                 | 2                | 3                 | 5     |
| 64    | URU Uruguai                                  |                 | 1                | 4                 | 5     |
| 65    | KUW Kuwait                                   |                 | 1                | 2                 | 3     |
| 66    | LTU Lituânia                                 |                 | 1                | 1                 | 2     |
|       | TCH Checoslováquia                           |                 | 1                | 1                 | 2     |
| 68    | BUL Bulgária                                 |                 | 1                |                   | 1     |
|       | VIE Vietnã                                   |                 | 1                |                   | 1     |
| 70    | CRO Croácia                                  |                 |                  | 5                 | 5     |
| 71    | SLO Eslovênia                                |                 |                  | 2                 | 2     |
| 72    | BAH Bahamas                                  |                 |                  | 1                 | 1     |
|       | MAR Marrocos                                 |                 |                  | 1                 | 1     |
|       | TRI Trinidad e Tobago                        |                 |                  | 1                 | 1     |
|       | TUR Turquia                                  |                 |                  | 1                 | 1     |
| TOTAL | TOTAL                                        | 2 491           | 2 364            | 2 295             | 7 150 |